# جعل مرگ (فیلم ۲۰۲۲)
جعل مرگ (به انگلیسی: Play Dead) یک فیلم ترسناک و دلهره‌آور آمریکایی محصول سال ۲۰۲۲ به کارگردانی پاتریک لوسیر، نویسندگی سایمون بویز و آدام میسون با بازی بیلی مدیسن و جری اوکانل است.

## داستان
فیلم در مورد یک دانشجوی جرم‌شناسی به نام کلویی است که مرگ خود را جعل می‌کند تا وارد سردخانه شود و شواهدی را که برادر کوچکترش را به یک جنایت اشتباه مرتبط می‌کند، کشف کند. اما کلویی با ورود به سردخانه به سرعت متوجه می‌شود که پزشکی قانونی از این مکان به عنوان مرکزی برای یک تجارت پیچیده استفاده می‌کند و…

## تولید
در ماه مه ۲۰۲۲، اعلام شد که کمپانی ولتیج پیکچرز این فیلم را به خریداران در جشنواره کن پیش فروش خواهد کرد.